# Joan Rangel
Joan Rangel Tarrés (Barcelona, 2 de enero de 1950) es un político español y oficial de la marina mercante.
Licenciado en Derecho por la Universidad de Barcelona, abogado, fue miembro de la Comisión de Haciendas Locales de la Federación Española de Municipios y Provincias, de la que ha sido vicepresidente. Fue vicepresidente de la Diputación de Barcelona y alcalde de Caldas de Estrach. Desempeñó el cargo de secretario de Organización y Finanzas del Partit dels Socialistes de Catalunya (PSC) de 2000 a 2004. En abril de 2004 fue nombrado por el presidente del Gobierno, Delegado del Gobierno en Cataluña, siendo relevado en octubre de 2011 por Montserrat García Llovera. y Diputado en el Congreso de los Diputados desde noviembre de 2011 a enero de 2016, siendo portavoz de Presupuestos del Grupo Parlamentario Socialista.
Durante su mandato como delegado del Gobierno en Cataluña se cerró provisionalmente en 2008 la sede de la Delegación del Gobierno en Cataluña en la Antigua Aduana de Barcelona, alegando la realización de unas obras de rehabilitación del histórico edificio que actualmente, habiendo pasado más de una década, aún no se han realizado.